# Giuseppe Chiappella
Giuseppe Chiappella, pseudonim Beppe (ur. 8 września 1924 w Mediolanie, zm. 26 grudnia 2009 tamże) – włoski piłkarz występujący na pozycji środkowego obrońcy lub defensywnego pomocnika oraz trener. Jako piłkarz był mistrzem Włoch z Fiorentiną w 1956 roku. Występował w niej w latach 1949–1960, a wcześniej był piłkarzem Pisy Calcio (1946–1949). Następnie był trenerem kolejno takich klubów jak Fiorentina, SSC Napoli, Cagliari Calcio, Inter Mediolan, znów Fiorentina, Hellas, Pisa, Delfino Pescara 1936 i Arezzo.